# كلية طب الأسنان (جامعة أسيوط)
كلية طب الفم والأسنان جامعة أسيوط التي أُنشئت بقرار المجلس الأعلى للقوات المسلحة رقم 194 لسنـة 2012 بعد ثورة 25 يناير على أن يبدأ العمل بها من العام الجامعي 2012/2013 وبذلك تكون أول كلية مصرية تستقطب دارسين من دول العالم، حيث انضمت لها مجموعة مبتعثين من دولة ماليزيا.

## التاريخ
تم إنشاء الكلية عام 2012 بعد ثورة 25 يناير بقرار المجلس الأعلى للقوات المسلحة رقم 194 لسنة 2012.
في 22 ديسمبر 2021، افتتح رئيس الجمهورية التوسعات التي شملت إضافة غرف عمليات لتكون واحدة من المستشفيات الطبية المتخصصة على مستوى الجامعات المصرية. كما تم التوسع في معامل دراسات متخصصة لتقديم خدمة طبية متميزة لمرضى الأسنان المترددين عليها من مختلف محافظات الصعيد، ودعم الكلية والمستشفى بكوادر وكفاءات طبية إلى جانب أجهزة طبية متطورة وفقا لأحدث المعايير الجامعية، ودعم المستشفى بعدد من الوحدات الجديدة واستحداث أجهزة طبية متطورة تواكب الزيادة الملحوظة في أعداد المرضى، ودعم الكلية  ب8 عيادات لتصل إلى 260 كرسي أسنان مجهزة بمختلف التجهيزات والآلات، ووصول غرف الأشعة بالمستشفى إلى 12 غرفة.

## اللائحة الداخلية
تطبق اللائحة الداخلية لكلية طب الفم والأسنان جامعة القاهرة لحين إصدار لائحة خاصة بالكلية، ويتم الآن عمل لائحة خاصة بالكلية
تمنح الكلية درجة البكالريوس في طب وجراحة الفم والأسنان من جامعة أسيوط.

## شعار الكلية
أقامت إدارة الكلية مسابقة لتصميم شعار للكلية بين طلاب الدفعة الأولى فاز بها الطالب عبد الرحمن محمد مصطفي خليفـة
و يتكون شعار الكلية من درع على شكل لوحة قمتها إلى أعلى وقاعدتها إلى أسفل، وبها ضرس يشع الضوء منه على اسم جامعة أسيوط المكتوب باللغة الإنجليزية، كما أن اسم الكلية مكتوب بالخط الكوفي، وتمتد من الضرس شعاع على هيئة أيدٍ تعطي الخير، كما أن أحرف اسم الكلية بها رسمة على شكل «ضرس» ترتفع معبرة عن الكلية.

## رؤية الكلية
تتطلع كلية طب الأسنان – جامعة أسيوط أن تكون في مصاف المؤسسات التعليمية الطبية المعترف بها إقليمياً والتي تتميز ببرامج تعليمية مبتكرة – تخدم شرائح المجتمع المتنوعة من خلال خريج ذو مهارات عالية قادرة على التواصل والتعامل مع المريض وقادرة على تحصيل المعلومات وتطويرها بالبحث العلمي وتطبيقها.

## رسالة الكلية
كلية طب الأسنان – جامعة أسيوط هي إحدى مؤسسات التعليم العالي والبحث العلمي بالجامعة وهي إحدى المؤسسات الرئيسية لتقديم الخدمات والرعاية الطبية في مجال طب الأسنان، لتحقيق رسالة الجامعة بما يتوافق مع التقاليد والقيم الأخلاقية والمهنية، عن طريق الوقاية والتشخيص المبكر والعلاج لأمراض الفم والأسنان.
يتحقق ذلك عن طريق:
- إعداد أجيال من أطباء الأسنان ومتخصصين واستشاريين وخبراء من الأساتذة في مختلف مجالات طب الأسنان.
- توظيف مواردها البشرية وإمكاناتها الطبية والبحثية وخبرات أعضاء هيئة التدريس والأساتذة وخريجي الكلية لحل مشاكل المجتمع في مجالات طب الأسنان.
- تقديم برامج التعليم المستمر لأطباء الأسنان من مصر وبلدان العالم الأخرى.
- الحفاظ على السمة المميزة للكلية كونها بدأت في استقطاب دارسين من دول العالم بالتحاق مبتعثين من دولة ماليزيا.

## إدارة الكلية
1-ا.د/ إيهاب سعيد عبد الحميد «عميد الكلية»
2-ا.د/ نجلاء طه المليجي «وكيل كلية طب الأسنان لشؤون التعليم والطلاب»

## أقسام الكلية
- بيولوجيا الفم والوجه والفكين
- باثولوجيا الفم والوجه والفكين
- المواد الحيوية لطب الأسنان
- الاستعاضة الصناعية للفم والوجه والفكين
- الاستعاضة السنية المثبتة
- العلاج التحفظي للأسنان
- جراحة الفم والوجه والفكين
- طب الفم وعلاج اللثة والتشخيص
- طب أسنان الأطفال والصحة العامة للفم والأسنان
- تقويم الأسنان
- علاج الجذور
- أشعة الفم والوجه والفكين